# Comitetul Salvării Publice

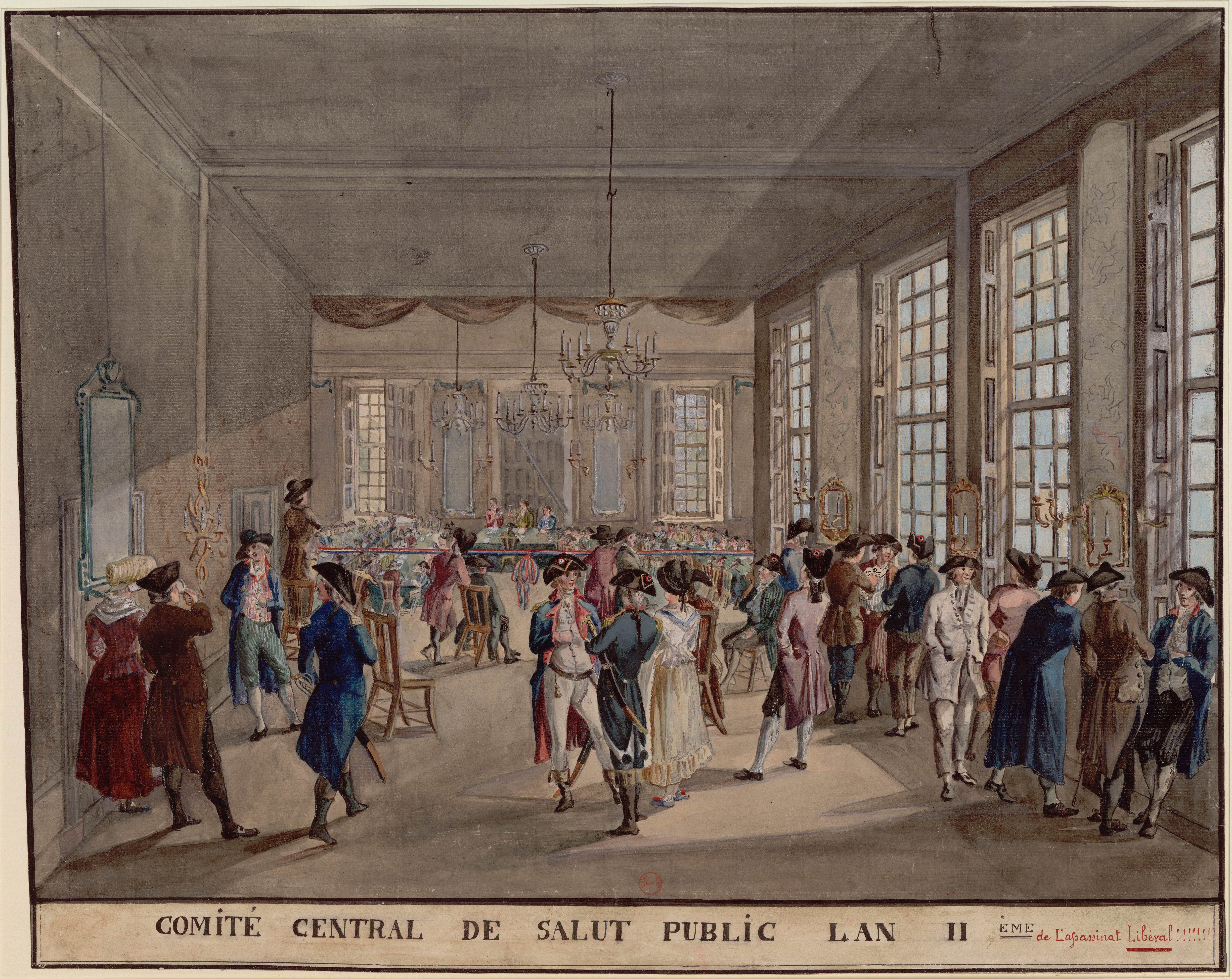

Comitetul Salvării Publice (în franceză Comité de salut public) — creat în aprilie 1793 de către Convenția Națională și apoi restructurat în iulie 1793 — a constituit de facto guvernul executiv al Franței în perioada regimului Terorii (1793-1794), o etapă a Revoluției Franceze. Comitetul Salvării Publice a succedat Comitetului Apărării Generale (înființat în ianuarie 1793) și și-a asumat rolul de a proteja nou-înființata republică împotriva rebeliunilor interne și a atacurilor externe. Ca urmare a stării de război, Comitetul - compus la început din nouă membri, iar mai târziu din doisprezece membri - a primit competențe largi de supraveghere a activităților legislative, judiciare și militare. El a fost format ca un organism administrativ cu rol de a supraveghea și de a accelera activitatea organelor de conducere ale Convenției și ale miniștrilor numiți de Convenție. Întrucât Comitetul a încercat să contracareze pericolul produs de coalizarea între armatele națiunilor europene și forțele contreravoluționare din interiorul țării, el a devenit tot mai puternic.
În iulie 1793, după înfrângerea în Convenție a republicanilor moderați (sau „girondini”), conducătorii marcanți ai radicalilor iacobini — Maximilien Robespierre și Saint-Just — au fost incluși în comitet. Puterea comitetului a ajuns la apogeu în perioada august 1793 - iulie 1794, sub conducerea lui Robespierre. În decembrie 1793 Convenția i-a oferit acestuia în mod formal o putere executivă asupra Comitetului, fiind instaurată astfel o dictatură efectivă a lui Robespierre.
Execuția lui Robespierre în iulie 1794 a produs o mișcare reacționară la adresa Comitetul Salvării Publice, cunoscută sub denumirea de revolta thermidoriană deoarece căderea de la putere a lui Robespierre a avut loc în timpul lunii Thermidor din calendarul republican. Influența comitetului s-a diminuat, iar acesta a fost desființat în anul 1795.

## Originile și evoluția

### Formarea comitetului

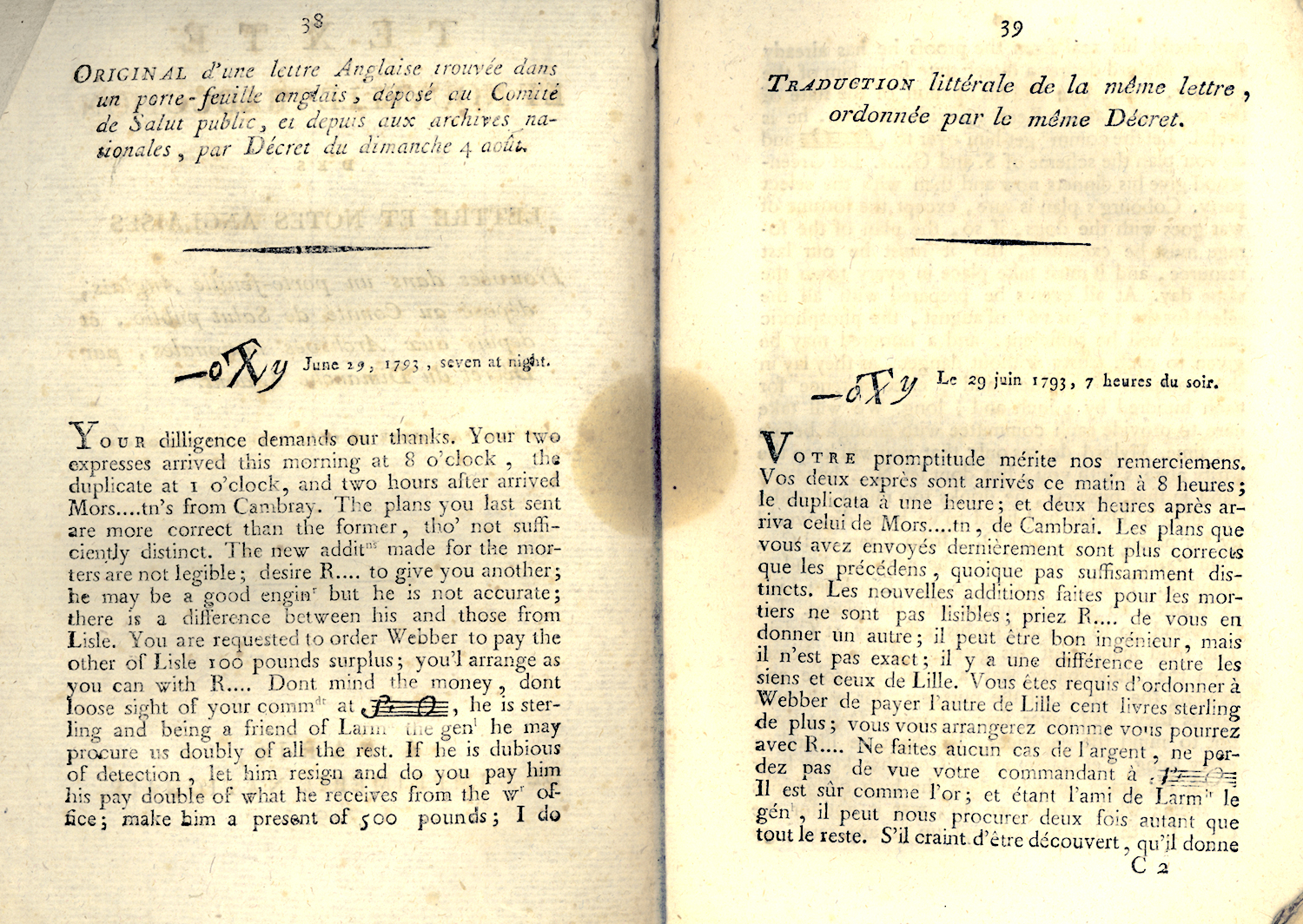
Lettre anglaise (Scrisoarea engleză) datată 29 iunie 1793 așa cum a fost publicată de Convenția Națională franceză în timpul Revoluției (1793). Acest document a fost folosit pentru a dovedi existența unei conspirații engleze la adresa statului francez.

În 5 aprilie 1793 generalul Charles François Dumouriez, comandant militar francez și fost ministru de război, a fugit în Austria după ce a publicat o scrisoare incendiară în care amenința că va organiza un marș al armatei prin Paris, dacă Convenția Națională nu va fi pusă sub conducerea sa. Știrea dezertării sale a produs panică în Paris, existând temerea că Franța va fi ocupată cât de curând de austrieci și de aliații lor. Se răspândise în acea vreme credința că Franța revoluționară se afla într-un pericol imediat, amenințată nu numai de către armatele străine și de revoltele contrarevoluționară recente din Vendée, dar și de agenții străini care complotau pentru distrugerea națiunii.
Trădarea guvernului revoluționar de către Dumouriez a întărit tot mai mult această credință. În lumina acestei amenințări, liderul girondin Maximin Isnard a propus crearea unui Comitet al Salvării Publice, format din nouă membri. Isnard a fost sprijinit în acest efort de Georges Danton, care a declarat: „Acest comitet este exact ceea ce ne dorim, o mână care să ia arma din mâinile Tribunalului Revoluționar”.
Comitetul a fost creat în mod oficial la 6 aprilie 1793. Strâns asociat cu conducerea lui Danton, el a fost cunoscut inițial sub numele de „Comitetul Danton”. Danton a condus comitetul în timpul insurecției din 31 mai - 2 iunie 1793 care a dus la arestarea girondinilor și la intensificarea războiului din Vendée. Danton nu a mai fost inclus în noul comitet format în 10 iulie. Cu toate acestea, el a continuat să sprijine centralizarea puterii în mâinile Comitetului.
Pe 27 iulie 1793 Maximilien Robespierre a fost ales membru al Comitetului. În acel moment, Comitetul devenea tot mai activ și mai puternic, instaurând o dictatură de facto alături de puternicul său partener, Comitetul Siguranței Generale. Rolurile Comitetului Salvării Publice erau organizarea efortului de război (inclusiv numirea generalilor), numirea judecătorilor și membrilor Tribunalului Revoluționar, aprovizionarea populației și a armatei, menținerea ordinii publice și supravegherea activității organelor administrative.
Comitetul era responsabil, de asemenea, cu interpretarea și aplicarea decretelor emise de Convenția Națională și, astfel, cu punerea în aplicare a legilor cele mai stricte ale regimului Terorii — de exemplu, levée en masse, emisă în 23 august 1793, Legea suspecților, emisă în 17 septembrie 1793, și Legea maximului, emisă în 29 septembrie 1793. Puterile extinse și centralizate ale Comitetului au fost confirmate prin Legea din 14 Frimaire (cunoscută, de asemenea, sub numele de Legea guvernului revoluționar), emisă în 4 decembrie 1793.

#### Executarea hebertiștilor și a dantoniștilor
Pe 5 decembrie 1793, jurnalistul Camille Desmoulins a început publicarea ziarului Le Vieux Cordelier, ce era destinat inițial — cu aprobarea lui Robespierre și a Comitetul Salvării Publice — facțiunii ultrarevoluționare hebertiste, ale căror idei fanatice antireligioase și extremiste și a înclinației pentru producerea unor insurecții spontane erau problematice pentru Comitet. Cu toate acestea, Desmoulins s-a întors repede împotriva Comitetul Salvării Publice și a Comitetului Siguranței Generale, comparând dominația lor cu cea a tiranilor romani din scrierile lui Tacitus și evidențiind punctele de vedere „indulgente” ale facțiunii dantoniste.
În consecință, deși hebertiștii au fost arestați și executați în martie 1794, Comitetul Salvării Publice și Comitetul Siguranței Generale au dispus arestarea, de asemenea, a lui Desmoulins și Danton. Hérault de Séchelles — un prieten și aliat al lui Danton — a fost exclus din Comitetul Salvării Publice, arestat și judecat alături de ei. Pe 5 aprilie 1794 dantoniștii au fost duși la ghilotină.

### Creșterea puterii Comitetului

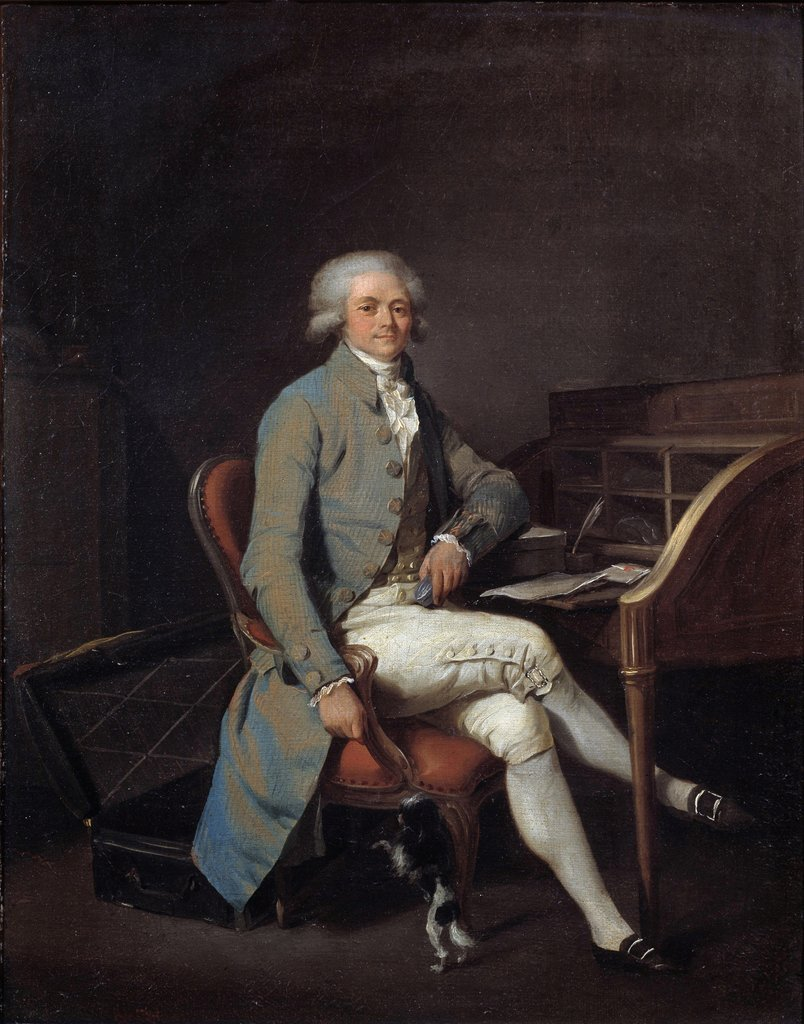
Maximilien Robespierre, purtătorul de cuvânt și vocea radicală din cadrul Comitetului Salvării Publice

Eliminarea hebertiștilor și dantoniștilor, în opinia istoricului François Furet, „a închis definitiv capitolul conducerii colegiale executive: Robespierre era, de fapt, conducătorul guvernului Republicii”. Puterea comitetului a devenit evidentă, la fel ca și capacitatea lui de a controla și de a reduce la tăcere opoziția. În Legea din 14 Frimaire a fost adoptată în decembrie 1793 cu scopul de a centraliza și consolida puterea Comitetului Salvării Publice. Înființarea, în martie 1794, a „Biroului General de Poliție” — ce răspundea nominal în fața Comitetului Salvării Publice, dar îi raporta cel mai adesea direct lui Robespierre și celui mai apropiat aliat al lui, Louis Antoine de Saint-Just — a contribuit la creșterea puterii Comitetului Salvării Publice și a lui Robespierre.
Legea din 22 Prairial, propusă de Comitetul Salvării Publice și adoptată la 10 iunie 1794, a mers chiar mai departe în instaurarea unui control strict al Tribunalului Revoluționar și mai ales al Comitetelor Salvării Publice și Siguranței Generale. Legea enumera mai multe forme de inamici publici, prevedea obligativitatea denunțului și limita cu severitate căile de recurs disponibile celor acuzați. Pedeapsa pentru toate infracțiunile prevăzute în Legea din 22 Prairal era moartea. De la inițierea acestei legi până la căderea lui Robespierre pe 27 iulie, au fost condamnate la moarte mai multe persoane decât în toată perioada anterioară de funcționare a Tribunalului Revoluționar.
Cu toate acestea, chiar dacă Teroarea a atins apogeul, la fel ca și puterea politică a Comitetului Salvării Publice, a crescut discordia în cadrul guvernului revoluționar. Membrii Comitetului Siguranței Generale nu agreau comportamentul autocratic al Comitetului Salvării Publice și în special înființarea Biroului General de Poliție subordonat lui Robespierre. Certurile din Comitetul Salvării Publice au devenit atât de violente încât au necesitat mutarea ședințelor într-o sală mai izolată pentru a păstra iluzia înțelegerii între membri. Robespierre, un susținător fervent al Cultului Ființei Supreme, s-a aflat el însuși în mod frecvent în conflict cu membrii antireligioși ai Comitetului Collot d'Herbois și Billaud-Varenne. Mai mult decât atât, absențele tot mai dese ale lui Robespierre de la ședințele comitetului din cauza bolii (el nu a mai participat la ședințe din iunie 1794) au creat impresia că el era izolat și pierduse legătura cu problemele cotidiene.

### Căderea Comitetului și perioada ulterioară
Când a devenit evident pe la mijlocul lui iulie 1794 că Robespierre și Saint-Just plănuiau să-și înlăture oponenții politici Joseph Fouché, Jean-Lambert Tallien și Marc-Guillaume Alexis Vadier (ultimii doi erau membri ai Comitetului Siguranței Generale), armistițiul fragil existent în cadrul guvernului s-a destrămat. Saint-Just și colegul său Barère au încercat să păstreze înțelegerea între Comitetul Salvării Publice și Comitetul Siguranței Generale; cu toate acestea, pe 26 iulie, Robespierre a ținut un discurs în Convenția Națională în care a subliniat necesitatea de a „purifica” comitetele și de a „zdrobi toate facțiunile”. Într-un discurs ținut la Clubul Iacobinilor în acea noapte, el i-a atacat pe Collot d'Herbois și Billaud-Varenne, care au refuzat să permită tipărirea și distribuirea discursului său către Convenție.
În ziua următoare, 27 iulie 1794 (sau 9 Thermidor potrivit calendarului republican), Saint-Just a început să țină un discurs în Convenție în care plănuia să-i denunțe pe Collot d'Herbois, Billaud-Varenne și alți membri ai Comitetului Salvării Publice. El a fost aproape imediat întrerupt de Tallien și de Billaud-Varenne, care l-au acuzat pe Saint-Just că ar intenționa să ”asasineze Convenția”. Barère, Vadier și Stanislas Fréron s-au alăturat celor recalcitranți și au întărit acuzațiile împotriva lui Saint-Just și Robespierre. S-a dispus arestarea lui Robespierre, a fratelui său, Augustin, și a lui Saint-Just, alături de susținătorii lor, Philippe Le Bas și Georges Couthon.
A urmat o perioadă de tulburări civile intense, în timpul căreia membrii Comitetelor Salvării Publice și Siguranței Generale au fost nevoiți să caute refugiu în Convenție. Frații Robespierre, Saint-Just, Le Bas și Couthon s-au ascuns în Hôtel de Ville, încercând să provoace o insurecție. În cele din urmă, bănuind că va fi arestat, Le Bas s-a sinucis. Saint-Just, Couthon, Maximilien și Augustin Robespierre au fost arestați și ghilotinați pe 28 iulie.
În perioada care a urmat revoltelor, numită Reacția Thermidoriană, au fost abrogate multe dintre legile nepopulare ale regimului Terorii și s-au redus puterile Comitetelor Salvării Publice și Siguranței Generale. Cele două comitete au încetat să mai existe prin prevederile existente în Constituția anului III (1795), care a marcat începutul Directoratului.

## Componență
Comitetul a fost inițial compus din nouă membri, aleși cu toții de către Convenția Națională pentru un mandat de o lună, care putea fi reînnoit nelimitat. Primii membri, instalați pe 6 aprilie 1793, au fost următorii, în ordinea alegerii lor.
După alegerea în comitet a lui Robespierre pe 27 iulie 1793, numărul membrilor a fost mărit de la nouă la doisprezece. Lista de mai jos conține membrii Comitetului de la includerea lui Collot d'Herbois și Billaud-Varenne în septembrie 1793 până după arestarea lui Hérault de Séchelles în martie 1794.
aprilie 1793 – iulie 1793:
| Nume (Birth-Death)                       | Nume (Birth-Death)  | Departament | Partid |
| ---------------------------------------- | ------------------- | ----------- | ------ |
| Bertrand Barère (1755–1841)              | Hautes-Pyrénées     | Maraisard   |        |
| Jean-François Delmas (1751–1798)         | Haute-Garonne       | Montagnard  |        |
| Jean-Jacques Bréard (1751–1840)          | Charente-Inférieure | Montagnard  |        |
| Pierre-Joseph Cambon (1756–1820)         | Hérault             | Montagnard  |        |
| Georges Danton (1759–1794)               | Seine               | Montagnard  |        |
| Jean Debry (1760–1834)                   | Aisne               | Montagnard  |        |
| Jean-François Delacroix (1753–1794)      | Eure-et-Loir        | Maraisard   |        |
| Louis-Bernard Guyton-Morveau (1737–1816) | Côte-d'Or           | Girondin    |        |
| Jean Baptiste Treilhard (1742–1810)      | Seine-et-Oise       | Girondin    |        |

| Nume (Birth-Death)                          | Nume (Birth-Death) | Departament | Partid |
| ------------------------------------------- | ------------------ | ----------- | ------ |
| Bertrand Barère (1755–1841)                 | Hautes-Pyrénées    | Maraisard   |        |
| Jacques Nicolas Billaud-Varenne (1756–1819) | Seine              | Montagnard  |        |
| Lazare Carnot (1753–1823)                   | Pas-de-Calais      | Maraisard   |        |
| Georges Couthon (1755–1794)                 | Puy-de-Dôme        | Montagnard  |        |
| Claude-Antoine Prieur-Duvernois (1763–1832) | Côte-d'Or          | Montagnard  |        |
| Jean-Marie Collot d'Herbois (1749–1796)     | Seine              | Montagnard  |        |
| Robert Lindet (1746–1825)                   | Eure               | Montagnard  |        |
| Pierre Louis Prieur (1756–1827)             | Marne              | Montagnard  |        |
| Maximilien Robespierre (1758–1794)          | Seine              | Montagnard  |        |
| Jeanbon Saint-André (1749–1813)             | Lot                | Montagnard  |        |
| Louis Antoine de Saint-Just (1767–1794)     | Aisne              | Montagnard  |        |
| Marie-Jean Hérault de Séchelles (1759–1794) | Seine-et-Oise      | Montagnard  |        |